# Madalena (Portogallo)
Madalena (mɐdɐ'lenɐ) è un comune portoghese di 6 049 abitanti (2011) situato nell'isola di Pico, regione autonoma delle Azzorre.

## Società

### Evoluzione demografica
| Popolazione di Madalena (1849 – 2004) | Popolazione di Madalena (1849 – 2004) | Popolazione di Madalena (1849 – 2004) | Popolazione di Madalena (1849 – 2004) | Popolazione di Madalena (1849 – 2004) | Popolazione di Madalena (1849 – 2004) | Popolazione di Madalena (1849 – 2004) | Popolazione di Madalena (1849 – 2004) | Popolazione di Madalena (1849 – 2004) |
| ------------------------------------- | ------------------------------------- | ------------------------------------- | ------------------------------------- | ------------------------------------- | ------------------------------------- | ------------------------------------- | ------------------------------------- | ------------------------------------- |
| 1849                                  | 1900                                  | 1930                                  | 1960                                  | 1981                                  | 1991                                  | 2001                                  | 2004                                  | 2011                                  |
| 12148                                 | 8499                                  | 7296                                  | 8359                                  | 5977                                  | 5964                                  | 6136                                  | 6184                                  | 6049                                  |

## Freguesias
- Bandeiras
- Candelária
- Criação Velha
- Madalena
- São Caetano
- São Mateus